# 고인류와 현생인류 사이의 교배

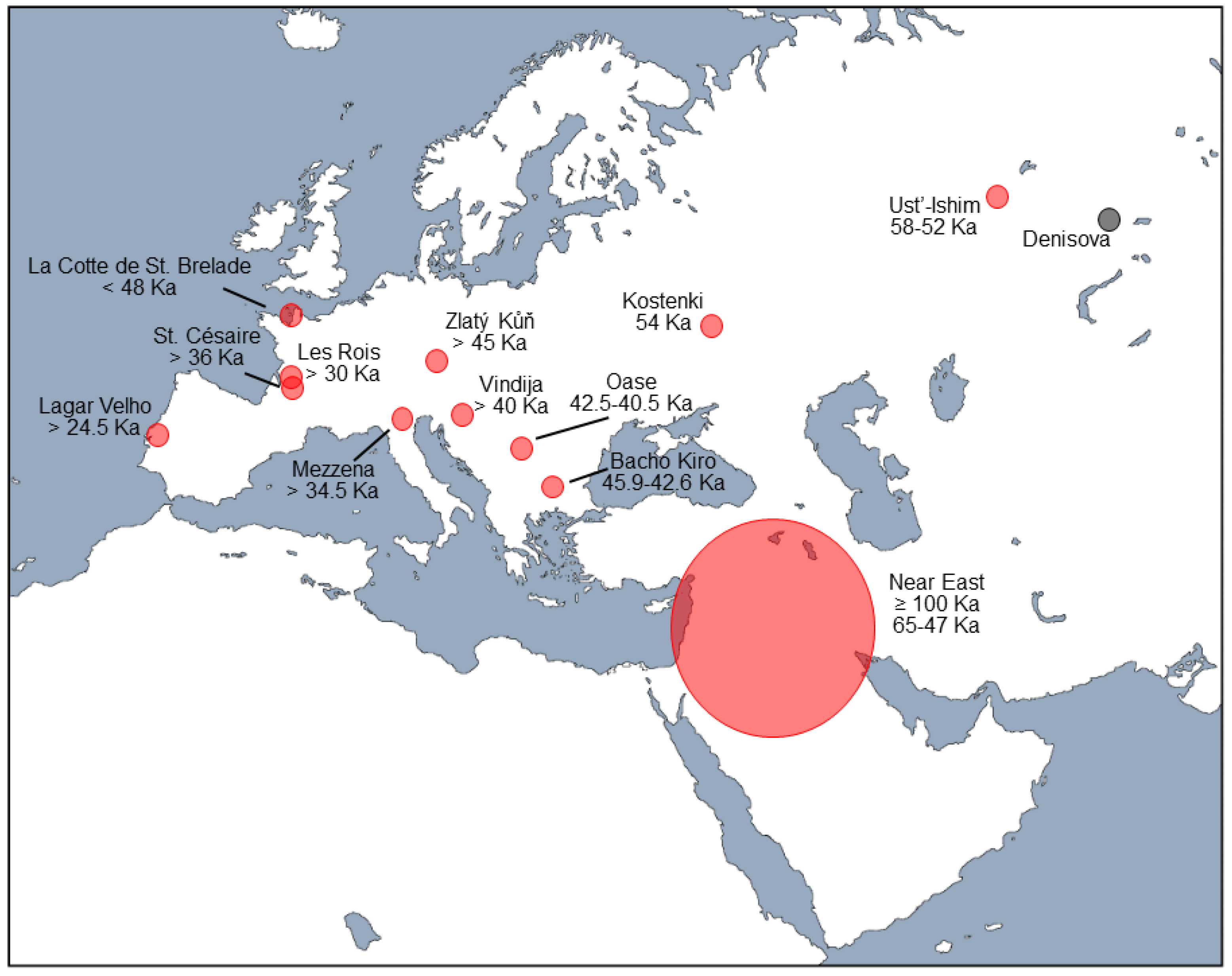
표시된 지역의 화석 샘플을 기반으로 한 네안데르탈인-현생인류 혼혈 가능성의 지역 및 추정 날짜를 보여주는 서부 유라시아 지도(빨간색)

가로축은 지리적 위치, 세로축은 1백만 년 단위 시간이다. 파란색은 특정 인류종이 그 시간대 그 지역에 존재했음을 나타낸다. 아프리카에서 출발한 호모 사피엔스는 전 세계로 퍼지는 과정에서 데니소바인, 네안데르탈인과의 혼혈이 발생했다. 아프리카에 남은 호모 사피엔스 역시 아직 밝혀지지 않은 어떤 구인류(우상단)와의 혼혈이 있었을 것으로 보인다.

고인류와 현생인류 사이의 교배(interbreeding between archaic and modern humans) 또는 구인류와 현생인류의 혼혈(archaic human admixture with modern humans)은 인류사에 있어 중기 구석기 시대와 후기 구석기 시대에 이루어진 적이 있었던 것으로 생각된다. 네안데르탈인, 데니소바인과의 혼혈이 밝혀져있고, 여러 연구에 의하면 알려지지 않은 다른 구인류 종과의 혼혈도 있었을 것으로 추정된다.
네안데르탈인의 유전자는 현재 백인의 게놈 중 5%를 차지하고 있으나 사하라 이남 아프리카인들에게서는 거의 찾아볼 수 없어 출아프리카 남부 확산 이후 유라시아에서 혼혈이 일어났을 것으로 보인다. 네안데르탈인 유래의 유전자 비율은 유럽에서 가장 높게 나타나며 중동 인구에서 그 다음으로 높고, 북아프리카에서는 비교적 낮게 나타난다. 오스트레일리아-멜라네시아인 집단에 대해서는 아직 불확실한데, 일부 연구에서는 가장 낮은 것으로 추정하는 한편 어떤 연구에서는 동아시아 인구 다음으로 포함 비율이 높다고 조사되었다.
한편 데니소바인 유래의 유전자는 동남아시아의 인구에게서 가장 높게 나타나는데, 동북아시아인의 게놈 중 1%가 데니소바인에게서 물려받은 것으로 추측된다. 다만 동남아시아에서는 네그리토 및 연관 집단에 한정되어 나타나는 것으로 보인다. 한편 남아시아 지역에서도 데니소바 유래 유전자를 가진 경우가 발견되며, 오세아니아에서 비교적 높게 검출된다.
최근의 연구에 따르면 사하라 이남의 아프리카인들 역시 현재는 멸종한 복수의 구인류 종들과 유전적 혼혈이 발생했을 것으로 추정되나, 이들이 어떠한 종이었는지는 특정된 바가 없다.
2019년 1월 네이쳐지 발표에 따르면 시베리아 알타이산맥의 데니소바 동굴에서 100개의 층에서 28만개의 교차검증으로 45만년 전에 네안데르탈인이 거주하였고 43만년 전부터 데니소바인이 등장하기 시작했으며 이후 30만년 동안 두 인종이 교차사용하다가 13만년 전에 최초로 두 인종 간의 혼혈인이 등장한다. 티베트인의 유전자 고산병에 대한 면역력과 연관된 몇몇 유전자가 데니소바인 유래인 것으로 밝혀져 있다.

## 같이 보기
- 현생 인류의 다지역 기원
- 네안데르탈인의 절멸